# Janthinea viola
Janthinea viola är en fjärilsart som beskrevs av Freyer 1836. Janthinea viola ingår i släktet Janthinea och familjen nattflyn. Inga underarter finns listade i Catalogue of Life.